# Conflans-sur-Seine
Conflans-sur-Seine ist eine französische Gemeinde mit 621 Einwohnern (Stand 1. Januar 2022) im Département Marne in der Region Grand Est (vor 2016 Champagne-Ardenne). Sie gehört zum Kanton Vertus-Plaine Champenoise und zum Arrondissement Épernay.

## Geografie
Conflans-sur-Seine liegt etwa 39 Kilometer nordwestlich von Troyes an der Seine. Umgeben wird Conflans-sur-Seine von den Nachbargemeinden Villiers-aux-Corneilles im Norden, Marcilly-sur-Seine im Osten, Romilly-sur-Seine im Süden und Südosten, Crancey im Südwesten sowie Esclavolles-Lurey im Westen.

## Geschichte und Bevölkerungsentwicklung
Die Historiker sind sich nicht einig, ob die in einer Schenkungsurkunde an das Kloster Lorsch 768 genannte „villa Conflents“ hierher gehört (CL II 3642).
| Jahr                       | 1962 | 1968 | 1975 | 1982 | 1990 | 1999 | 2006 | 2011 | 2018 |
| -------------------------- | ---- | ---- | ---- | ---- | ---- | ---- | ---- | ---- | ---- |
| Einwohner                  | 665  | 611  | 577  | 579  | 625  | 664  | 671  | 678  | 631  |
| Quellen: Cassini und INSEE |      |      |      |      |      |      |      |      |      |

## Sehenswürdigkeiten

Kirche Saint-Étienne

- Kirche Saint-Étienne